# Nova Sintra
Nova Sintra és una vila situada al centre de l'illa Brava a l'arxipèlag de Cap Verd. És la capital del municipi i de l'illa de Brava. La seva població segons el cens de 2010 és de 1.536 habitants. Porta el nom de la localitat portuguesa de Sintra. L'agricultura és la principal font d'ingressos en Brava. El turisme és menys desenvolupat, però hi ha un parell de petits hotels i cases d'hostes. Nova Sintra està lligada amb els camins al nord, l'est, el centre-sud i la part occidental de l'illa, així com a l'antic camp d'aviació. Els busos "alluguer" als altres pobles comencen des de la Plaça Eugénio Tavares.

## Població històrica
| Any         | Població |
| ----------- | -------- |
| 1990 (Cens) | 1.890    |
| 2000 (Cens) | 1.930    |
| 2010 (Cens) | 1.536    |

## Cultura
- El famós més popular de Nova Sintra és Eugénio Tavares, un famós escriptor capverdià. Hi ha un monument d'ell al costat de la casa on vivia que actualment és un museu. Es troba en un jardí amb pins, roses i gira-sols.
- La Praça Eugénio Tavares és al centre de la ciutat. Hi ha un parc ben cuidat, un pavelló de música, una oficina de correus, un banc, una farmàcia i l'Ajuntament. L'església protestant Igreja do Nazareno és l'església més antiga de l'illa. Davant del banc es pot veure un dragó (Dracaena draco).
- L'Església Catòlica va ser construïda al voltant de 1880. També hi ha l'Església Nova Apostòlica, una església adventista, el Saló del Regne dels Testimonis de Jehovà i la parròquia de l'Església de Jesucrist dels Sants Darrers Dies a Nova Sintra.
- Rua da Cultura és un carrer històric al centre de la ciutat. S'hi pot veure l'arquitectura colonial ben conservada.
- A la part oriental de la ciutat hi ha un monument i mirador en forma de vaixell de nom "Santa Maria", en referència a la nau de Cristòfor Colom. Des d'aquí hi ha una bella vista sobre la vila de Santa Bárbara a la costa oriental de Brava i al port de Furna. Hi ha monuments semblants a altres viles, com a Campo Baixo al sud de l'illa Brava.

## Galeria

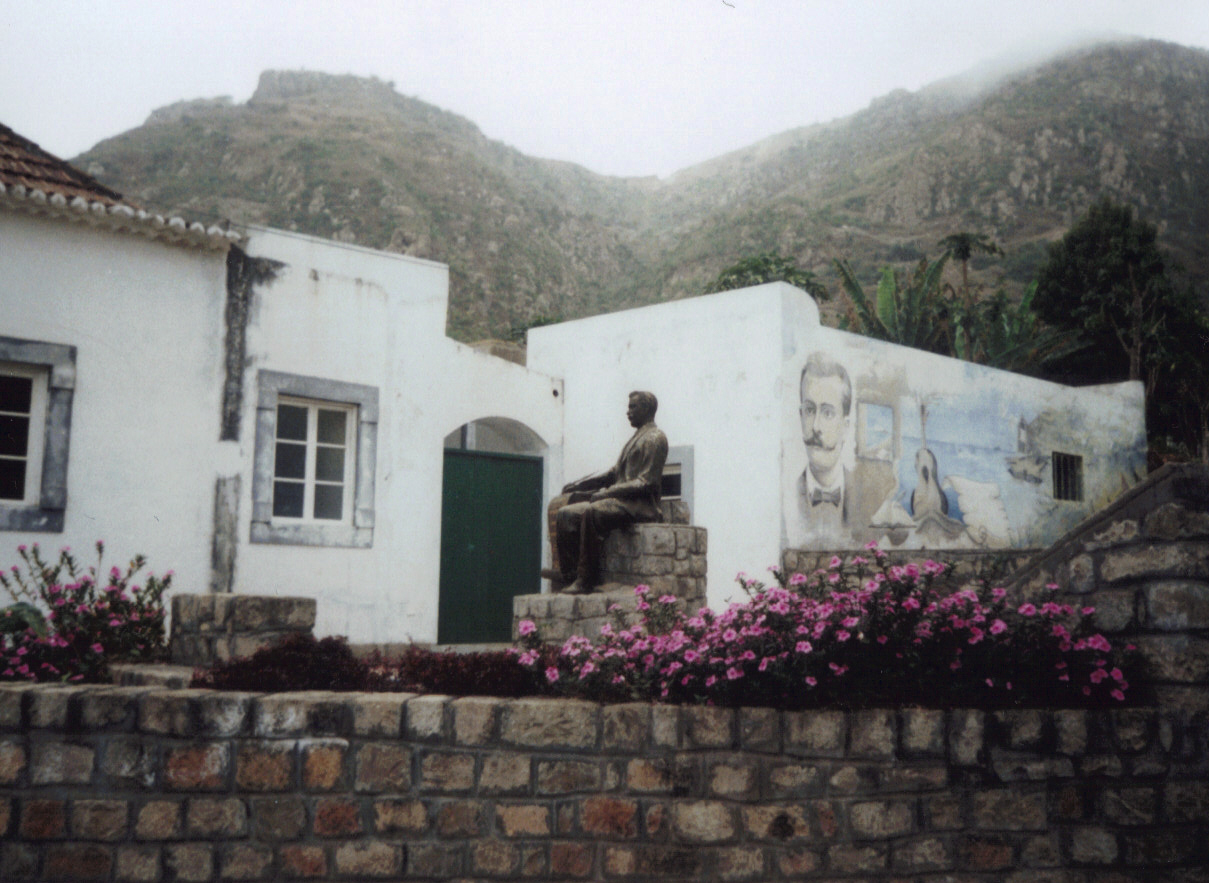
Monument d'Eugénio Tavares.
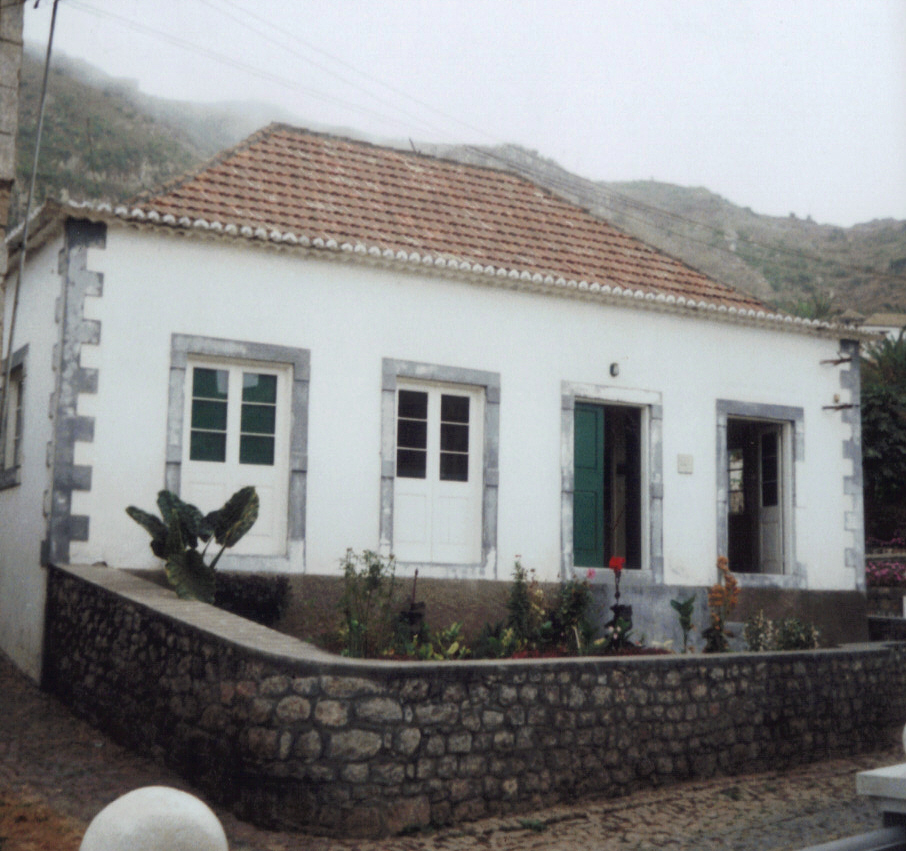
Museu.
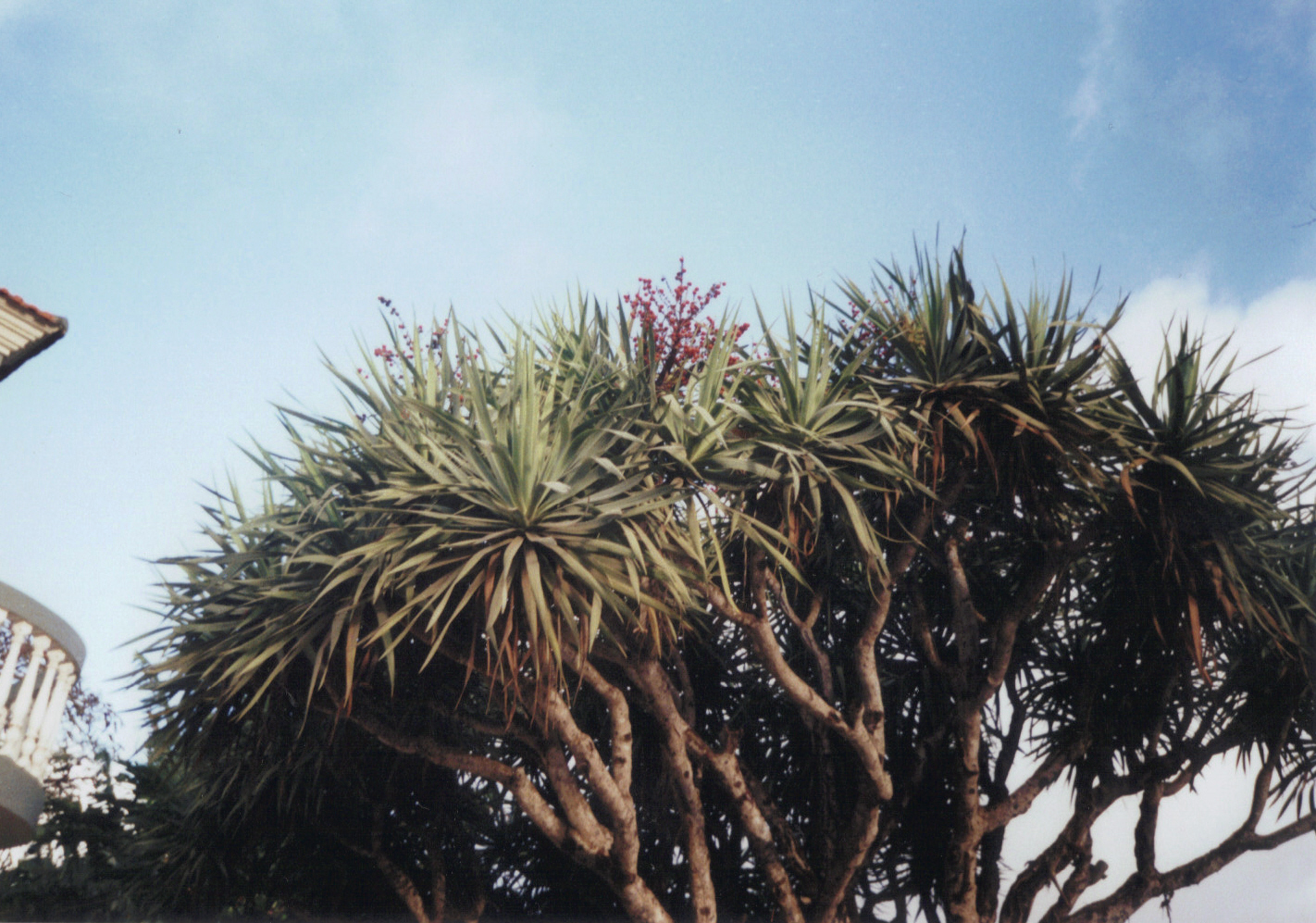
Arbre Dragó davant del banc

## Agermanaments
- Sintra